# لورنس تومسون
لورنس تومسون (بالإنجليزية: Laurence Thompson)‏ هو عالم صينيات أمريكي، ولد في 7 سبتمبر 1920 في شاندونغ في الصين، وتوفي في 10 يوليو 2005 في الولايات المتحدة.

## وصلات خارجية
- لورنس تومسون على موقع ميوزك برينز (الإنجليزية)